# Atelopus onorei
Atelopus onorei — вид отруйних жаб родини Ропухові (Bufonidae).

## Назва
Вид названий на честь еквадорського біолога Джованні Оноре.

## Поширення
Вид є ендеміком Еквадору, де зустрічається лише у провінції Асуай. Мешкає у тропічному гірському дощовому лісі та річках на висоті 2500 м над рівнем моря.

## Опис
Самиці сягають 4,2-4,8 см завдовжки, самці дрібніші- 3,5-4,1 см.